# Championnats du monde toutes épreuves de patinage de vitesse 2022
Navigation
Hamar 2020 Inzel 2024
Les Championnats du monde toutes épreuves de patinage de vitesse 2022 se déroulent à Hamar en Norvège du 5 au 6 mars 2022. L'événement est organisé par l'Union internationale de patinage (ISU).
Le podium récompense le patineur, respectivement la patineuse, ayant le meilleur total de points sur les combinés 500m, 1 500m, 5 000m  et 10 000m (respectivement 500m, 1 500m, 3000 m et 5000 m).
Lors de cette édition, le championnat sprint est aussi organisé les 3 et 4 mars avec un combiné de 4 courses individuelles (deux fois 500m et deux fois 1000m) et le championnat de sprint par équipe a lieu le 5 mars.

## Palmarès

### Résultats toutes épreuves
Hommes
| Rang                      | Athlète           | Nationalité | 500m          | 5000m           | 1500m        | 10.000m         | Punten  |
| ------------------------- | ----------------- | ----------- | ------------- | --------------- | ------------ | --------------- | ------- |
| Médaille d'or, monde      | Nils van der Poel | Suède       | 37,33 (14) PR | 6.12,45 (1)     | 1.48,13 (10) | 12.41,56        | 148,696 |
| Médaille d'argent, monde  | Patrick Roest     | Pays-Bas    | 36,44 (4)     | 6.15,99 (2)     | 1.46,48 (2)  | 13.26,08 (5)    | 149,836 |
| Médaille de bronze, monde | Bart Swings       | Belgique    | 37,09 (11)    | 6.23,25 (6)     | 1.46,03 (1)  | 13.09,21 (2)    | 150,218 |
| 4                         | Peder Kongshaug   | Norvège     | 36,40 (2)     | 6.24,74 (9)     | 1.47,16 (4)  | 13.30,09 (6) PR | 151,098 |
| 5                         | Sander Eitrem     | Norvège     | 36,92 (8) PR  | 6.24,72 (8)     | 1.47,75 (6)  | 13.20,40 (4) PR | 151,328 |
| 6                         | Riku Tsuchiya     | Japon       | 36,40 (2)     | 6.27,58 (12)    | 1.48,06 (8)  | 13.35,62 (7)    | 151,959 |
| 7                         | Davide Ghiotto    | Italie      | 38,31 (18) PR | 6.19,84 (3)     | 1.49,44 (15) | 13.12,92 (3)    | 152,420 |
| 8                         | Ethan Cepuran     | États-Unis  | 37,80 (16)    | 6.22,47 (4)     | 1.48,71 (13) | 13.38,32 (8)    | 153,199 |
| 9                         | Emery Lehman      | États-Unis  | 37,10 (12)    | 6.25,51 (10)    | 1.46,72 (3)  | -               | 111,224 |
| 10                        | Marcel Bosker     | Pays-Bas    | 37,21 (13)    | 6.24,07 (7)     | 1.47,49 (5)  | -               | 111,447 |
| 11                        | Casey Dawson      | États-Unis  | 37,03 (9) PR  | 6.26,15 (11)    | 1.48,11 (9)  | -               | 111,661 |
| 12                        | Shane Williamson  | Japon       | 36,64 (5)     | 6.38,57 (18)    | 1.48,03 (7)  | -               | 112,507 |
| 13                        | Chris Huizinga    | Pays-Bas    | 37,68 (15)    | 6.28,86 (15)    | 1.48,83 (14) | -               | 112,842 |
| 14                        | Michele Malfatti  | Italie      | 38,45 (19)    | 6.22,67 (5)     | 1.48,53 (12) | -               | 112,893 |
| 15                        | Dmitri Morozov    | Kazakhstan  | 36,12 (1) PR  | 6.49,81 (20)    | 1.48,17 (11) | -               | 113,157 |
| 16                        | Masahito Obayashi | Japon       | 36,87 (7) PR  | 6.40,65 (19)    | 1.49,89 (16) | -               | 113,565 |
| 17                        | Jordan Belchos    | Canada      | 38,46 (20)    | 6.28,06 (13)    | 1.50,36 (17) | -               | 114,052 |
| 18                        | Kristian Ulekleiv | Norvège     | 36,77 (6)     | 6.28,38 (14) PR | -            | -               | 75,608  |
| 19                        | Andrea Giovannini | Italie      | 37,07 (10)    | 6.31,56 (17)    | -            | -               | 76,226  |
| 20                        | Ted-Jan Bloemen   | Canada      | 37,93 (17)    | 6.31,52 (16)    | -            | -               | 77,082  |

Femmes
| Rang                      | Athlète                | Nationalité | 500m         | 3000m        | 1500m          | 5000m          | Points  |
| ------------------------- | ---------------------- | ----------- | ------------ | ------------ | -------------- | -------------- | ------- |
| Médaille d'or, monde      | Irene Schouten         | Pays-Bas    | 39,24 (7) PR | 3.58,00      | 1.56,43 (5)    | 6.52,58 (2)    | 158,974 |
| Médaille d'argent, monde  | Miho Takagi            | Japon       | 38,31 (1)    | 4.02,73 (5)  | 1.55,03 (1)    | 7.01,97 (4) PR | 159,305 |
| Médaille de bronze, monde | Antoinette de Jong     | Pays-Bas    | 38,81 (5)    | 4.00,90 (2)  | 1.55,18 (2)    | 7.04,45 (5)    | 159,798 |
| 4                         | Ragne Wiklund          | Norvège     | 39,59 (9) PR | 4.01,16 (3)  | 1.55,18 (2)    | 6.56,82 (3)    | 159,858 |
| 5                         | Martina Sábliková      | Tchéquie    | 40,60 (12)   | 4.01,50 (4)  | 1.57,28 (8)    | 6.51,75 (1)    | 161,118 |
| 6                         | Merel Conijn           | Pays-Bas    | 39,68 (11)   | 4.03,00 (6)  | 1.56,24 (4) PR | 7.05,47 (6)    | 161,473 |
| 7                         | Nana Takagi            | Japon       | 38,71 (4)    | 4.06,31 (8)  | 1.56,49 (6)    | 7.14,41 (7)    | 162,032 |
| 8                         | Ayano Sato             | Japon       | 38,49 (2) PR | 4.09,67 (10) | 1.57,06 (7)    | 7.21,01 (8)    | 163,222 |
| 9                         | Nadezjda Morozova      | Kazakhstan  | 38,59 (3) PR | 4.11,02 (12) | 1.58,23 (10)   | -              | 119,836 |
| 10                        | Valérie Maltais        | Canada      | 39,49 (8) PR | 4.08,23 (9)  | 1.58,09 (9)    | -              | 120,223 |
| 11                        | Ivanie Blondin         | Canada      | 38,97 (6)    | 4.10,73 (11) | 1.58,74 (11)   | -              | 120,338 |
| 12                        | Mia Kilburg-Manganello | États-Unis  | 41,05 (13)   | 4.16,63 (15) | 2.01,90 (12)   | -              | 124,454 |
| 13                        | Claudia Pechstein      | Allemagne   | 41,50 (15)   | 4.16,26 (14) | 2.04,43 (15)   | -              | 125,686 |
| 14                        | Sofie Karoline Haugen  | Norvège     | 41,91 (17)   | 4.15,83 (13) | 2.03,71 (14)   | -              | 125,784 |
| 15                        | Leia Behlau            | Allemagne   | 41,45 (14)   | 4.20,13 (16) | 2.03,21 (13)   | -              | 125,875 |
| 16                        | Lindsey Kent           | Canada      | 41,56 (16)   | 4.23,61 (17) | 2.04,93 (16)   | -              | 127,138 |
| 17                        | Zuzana Kuršová         | Tchéquie    | 43,03 (18)   | 4.34,46 (18) | 2.07,08 (17)   | -              | 131,133 |
| 18                        | Francesca Lollobrigida | Italie      | 39,65 (10)   | 4.04,30 (7)  | DNS            | -              | 80,366  |

### Résultats sprint
Hommes
| Rang                      | Athlète                     | Nationalité | 500m       | 1000m        | 500m       | 1000m        | Points  |
| ------------------------- | --------------------------- | ----------- | ---------- | ------------ | ---------- | ------------ | ------- |
| Médaille d'or, monde      | Thomas Krol                 | Pays-Bas    | 35,10 (7)  | 1.08,16      | 35,27 (8)  | 1.08,51 (1)  | 138,705 |
| Médaille d'argent, monde  | Kai Verbij                  | Pays-Bas    | 34,83 (4)  | 1.08,94 (4)  | 35,07 (6)  | 1.08,92 (3)  | 138,83  |
| Médaille de bronze, monde | Håvard Holmefjord Lorentzen | Norvège     | 35,24 (9)  | 1.08,82 (2)  | 35,30 (9)  | 1.08,85 (2)  | 139,375 |
| 4                         | Jordan Stolz                | États-Unis  | 35,06 (6)  | 1.09,52 (5)  | 35,06 (5)  | 1.09,21 (4)  | 139,485 |
| 5                         | Tatsuya Shinhama            | Japon       | 34,71 (2)  | 1.10,04 (8)  | 34,88 (2)  | 1.10,31 (13) | 139,765 |
| 6                         | Piotr Michalski             | Pologne     | 34,79 (3)  | 1.10,35 (11) | 34,89 (3)  | 1.10,05 (12) | 139,88  |
| 7                         | Bjørn Magnussen             | Norvège     | 35,12 (8)  | 1.10,53 (15) | 34,96 (4)  | 1.09,91 (10) | 140,30  |
| 8                         | David Bosa                  | Italie      | 35,35 (13) | 1.10,06 (9)  | 35,41 (11) | 1.09,42 (5)  | 140,50  |
| 9                         | Wataru Morishige            | Japon       | 34,89 (5)  | 1.11,96 (20) | 34,77 (1)  | 1.09,74 (6)  | 140,51  |
| 10                        | Tijmen Snel                 | Pays-Bas    | 35,46 (14) | 1.09,80 (6)  | 35,44 (12) | 1.09,88 (9)  | 140,74  |
| 11                        | Damian Zurek                | Pologne     | 35,29 (12) | 1.10,37 (12) | 35,39 (10) | 1.09,81 (8)  | 140,77  |
| 12                        | Henrik Fagerli Rukke        | Norvège     | 35,49 (15) | 1.10,13 (10) | 35,46 (13) | 1.09,94 (11) | 140,985 |
| 13                        | Nico Ihle                   | Allemagne   | 35,75 (19) | 1.09,83 (7)  | 35,63 (16) | 1.09,77 (7)  | 141,18  |
| 14                        | Austin Kleba                | États-Unis  | 35,71 (17) | 1.10,49 (14) | 35,56 (15) | 1.10,58 (14) | 141,805 |
| 15                        | Jeffrey Rosanelli           | Italie      | 35,27 (11) | 1.11,36 (19) | 35,24 (7)  | 1.11,46 (18) | 141,92  |
| 16                        | Moritz Klein                | Allemagne   | 35,80 (20) | 1.10,76 (16) | 35,50 (14) | 1.10,62 (15) | 141,99  |
| 17                        | Mirko Giacomo Nenzi         | Italie      | 35,26 (10) | 1.10,40 (13) | 35,67 (17) | 1.11,82 (19) | 142,04  |
| 18                        | Hendrik Dombek              | Allemagne   | 35,74 (18) | 1.10,98 (17) | 35,81 (18) | 1.10,79 (16) | 142,435 |
| 19                        | Denis Koezin                | Kazakhstan  | 36,19 (21) | 1.11,31 (18) | 36,02 (20) | 1.11,32 (17) | 143,525 |
| 20                        | Marek Kania                 | Pologne     | 35,66 (16) | 1.12,85 (21) | 35,81 (18) | DNS          | -       |
| 21                        | Laurent Dubreuil            | Canada      | 34,58 (1)  | 1.08,85 (3)  | DNS        |              | -       |

Femmes
| Rang                      | Athlète                | Nationalité | 500m       | 1000m        | 500m       | 1000m        | Points  |
| ------------------------- | ---------------------- | ----------- | ---------- | ------------ | ---------- | ------------ | ------- |
| Médaille d'or, monde      | Jutta Leerdam          | Pays-Bas    | 38,11 (5)  | 1.14,88 (1)  | 38,11 (4)  | 1.14,96 (1)  | 151,14  |
| Médaille d'argent, monde  | Femke Kok              | Pays-Bas    | 37,78 (1)  | 1.15,69 (2)  | 37,93 (1)  | 1.15,33 (2)  | 151,22  |
| Médaille de bronze, monde | Vanessa Herzog         | Autriche    | 37,93 (2)  | 1.16,42 (4)  | 38,05 (3)  | 1.16,07 (3)  | 152,225 |
| 4                         | Andżelika Wójcik       | Pologne     | 37,94 (3)  | 1.16,98 (5)  | 38,00 (2)  | 1.17,81 (9)  | 153,335 |
| 5                         | Kimi Goetz             | États-Unis  | 38,41 (8)  | 1.15,89 (3)  | 39,10 (11) | 1.16,12 (4)  | 153,515 |
| 6                         | Michelle de Jong       | Pays-Bas    | 38,27 (6)  | 1.17,95 (10) | 38,20 (5)  | 1.17,06 (5)  | 153,975 |
| 7                         | Rio Yamada             | Japon       | 39,04 (11) | 1.17,04 (6)  | 39,27 (13) | 1.17,35 (7)  | 155,505 |
| 8                         | Karolina Bosiek        | Pologne     | 39,28 (16) | 1.17,61 (8)  | 39,06 (9)  | 1.17,57 (8)  | 155,93  |
| 9                         | Ellia Smeding          | Royaume-Uni | 39,27 (15) | 1.17,78 (9)  | 39,30 (14) | 1.17,09 (6)  | 156,005 |
| 10                        | Martine Ripsrud        | Norvège     | 38,86 (10) | 1.18,60 (12) | 39,06 (9)  | 1.17,97 (10) | 156,205 |
| 11                        | Arisa Tsujimoto        | Japon       | 38,62 (9)  | 1.19,45 (13) | 39,00 (8)  | 1.19,09 (12) | 156,89  |
| 12                        | Maddison Pearman       | Canada      | 40,08 (17) | 1.18,10 (11) | 39,75 (17) | 1.18,10 (11) | 157,93  |
| 13                        | Maki Tsuji             | Japon       | 39,04 (11) | 1.20,44 (15) | 39,25 (12) | 1.20,08 (13) | 158,55  |
| 14                        | Julie Nistad Samsonsen | Norvège     | 39,17 (13) | 1.20,23 (14) | 39,50 (15) | 1.20,12 (14) | 158,845 |
| 15                        | Brooklyn McDougall     | Canada      | 39,19 (14) | 1.21,59 (16) | 39,74 (16) | 1.23,21 (15) | 161,33  |
| 16                        | Kaja Ziomek            | Pologne     | 37,94 (3)  | 1.17,53 (7)  | 38,50 (7)  | DNS          | -       |
| 17                        | Jekaterina Ajdova      | Kazakhstan  | 38,40 (7)  | DQ           | 38,25 (6)  |              | -       |

### Résultats sprint par équipe
Hommes
| Rang                      | Équipe                                                             | Nationalité | Temps   | Écart  |
| ------------------------- | ------------------------------------------------------------------ | ----------- | ------- | ------ |
| Médaille d'or, monde      | Bjørn Magnussen, Henrik Fagerli Rukke, Håvard Holmefjord Lorentzen | Norvège     | 1.20,01 | -      |
| Médaille d'argent, monde  | Marek Kania, Piotr Michalski, Damian Żurek                         | Pologne     | 1.20,80 | + 0,79 |
| Médaille de bronze, monde | Merijn Scheperkamp, Kai Verbij, Thomas Krol                        | Pays-Bas    | 1.20,81 | + 0,80 |
| 4                         | Mirko Giacomo Nenzi, Jeffrey Rosanelli, David Bosa                 | Italie      | 1.21,10 | + 1,09 |
| 5                         | Hendrik Dombek, Nico Ihle, Moritz Klein                            | Allemagne   | 1.22,52 | + 2,51 |

Femmes
| Rang                      | Équipe                                                | Nationalité | Temps   | Écart  |
| ------------------------- | ----------------------------------------------------- | ----------- | ------- | ------ |
| Médaille d'or, monde      | Dione Voskamp, Jutta Leerdam, Femke Kok               | Pays-Bas    | 1.27,42 | -      |
| Médaille d'argent, monde  | Andżelika Wójcik, Kaja Ziomek, Karolina Bosiek        | Pologne     | 1.29,09 | + 1,67 |
| Médaille de bronze, monde | Julie Nistad Samsonsen, Martine Ripsrud, Marte Furnée | Norvège     | 1.34,92 | + 7,50 |